# Богатова, Галина Александровна
Гали́на Алекса́ндровна Бога́това (18 сентября 1930, Рязань — 5 января 2025, Москва) — советский и российский лингвист-русист, лексиколог, лексикограф, историк науки, педагог. Доктор филологических наук, главный научный сотрудник отдела исторической лексикологии и лексикографии Института русского языка РАН, почётный профессор РГУ имени С. А. Есенина.

## Биография
Родилась 18 сентября 1930 года в г. Рязани в семье учителя Жукова Александра Михайловича. Среднее образование получила в рязанской школе № 2, которую окончила в 1948 году с золотой медалью. До 1952 года обучалась в Рязанском государственном педагогическом институте на историко-филологическом факультете.
В 1952—1955 годах — аспирантура МГУ по кафедре русского языка, научный руководитель член-корр. АН СССР Р. И. Аванесов. После аспирантуры (с 1957) преподавала в МГУ русский язык для иностранцев, с февраля 1960 — старший преподаватель (кафедра русского языка естественных факультетов, зав.каф. — Е. И. Мотина). В этот период ею с коллегами было создано учебное пособие по русскому языку для иностранцев «Практика русской разговорной речи» (вышло в 1962 г.), которое затем многократно переиздавалось и было переведено на 15 языков. Кандидатскую диссертацию на тему «История существительных среднего рода с основой на согласную в древнерусском языке» защитила в 1959 году.
В марте 1960 ода перешла на работу в Институт русского языка АН СССР на должность младшего научного сотрудника. С июня 1971 — старший научный сотрудник сектора исторической лексикологии и лексикографии, который занимался созданием «Словаря русского языка XI—XVII вв.». В первый период деятельности в этом секторе занималась в основном составительской работой; с 1975 г., когда вышел первый том Словаря, Г. А. Богатова — титульный редактор этого и последующих томов (главный редактор — чл.-корр. АН СССР С. Г. Бархударов).
В 1981 году Г. А. Богатова была назначена на должность заведующего сектором исторической лексикологии и лексикографии (в 1982 году сектор был преобразован в отдел), который возглавляла до 2003 года. Защитила докторскую диссертацию «История слова как объект русской исторической лексикографии» (1983). В 2003—2008 годах занимала в Отделе должность главного научного сотрудника; была членом редколлегии «Словаря русского языка XI—XVII вв.».
В 1990-х годах возобновила преподавательскую деятельность в Государственной академии славянской культуры, читая там ряд спецкурсов («Словарное дело в России», «Выдающиеся лексикографы» и др.). После ухода из ИРЯ РАН также занималась преподаванием: в 2008—2012 годах — профессор кафедры «Лингводидактика и межкультурные коммуникации» в Московском психолого-педагогическом университете, в 2012—2013 годах — профессор кафедры лингвистики в Московской гуманитарно-технической академии.
Скончалась 5 января 2025 года на 95-м году жизни. Похоронена на Троекуровском кладбище.

### Семья
Отец — Жуков Александр Михайлович (1905—1975), в 1930-е годы — школьный учитель, после войны — к.э.н., доцент Рязанского педагогического института по кафедре политэкономии. Мать — Клинская Мария Фёдоровна (1901—1971), в 1930—1940-х годах бухгалтер. Младшая сестра, Жукова Алевтина Александровна (1935—2008), работала инженером в Рязани.
Первый супруг — философ Виталий Васильевич Богатов (1925—1997). Второй супруг — лингвист Олег Николаевич Трубачёв (1930—2002).
Дочь от первого брака — Богатова Татьяна Витальевна (род. 1956), доцент химического факультета МГУ им. М. В. Ломоносова. Внук — Богатов Василий Викторович (род. 1979), программист; правнучки Вера и Марина Богатовы (обе род. 2013).

## Научная деятельность
В 1987—2003 годах Г. А. Богатова являлась главным редактором словаря исторического жанра — «Словаря русского языка XI—XVII вв.» (15-26 тома). Под её редакцией создан «Словарь русского языка XI—XVII вв.: Справочный выпуск», содержащий историю Картотеки ДРС, «Словаря русского языка XI—XVII вв.», Биобиблиографический словарь авторов Картотеки и Словаря, а также Указатель источников и Обратный словник, выполненные с помощью электронных технологий.

## Основные работы
- Отечественные лексикографы: XVIII—XX века / Под ред. Г. А. Богатовой. Институт русского языка им. В. В. Виноградова РАН; Лексикографический семинар; Кабинет «Славянский мир». — М.: Наука, 2000. — 512 с. — 1000 экз. — ISBN 5-02-011750-1.
- Богатова Г. А. История слова как объект русской исторической лексикографии / Отв. ред. Д. Н. Шмелев. — М.: Наука, 1984. — 256 с.
- Богатова Г. А. История слова как объект русской исторической лексикографии / Отв. ред. Д. Н. Шмелев. — 2-е изд., доп. — М.: Изд-во ЛКИ, 2008. — 288 с. — ISBN 978-5-382-00595-9.
- Богатова Г. А. И. И. Срезневский : Кн. для учащихся. — М.: Просвещение, 1985. — 96 с. — (Люди науки). — 60 000 экз. (см. Срезневский, Измаил Иванович)
- Богатова Г. А. О русских исторических словарях // Альманах библиофила. Вып. 14 / Гл. ред. Е. И. Осетров. — М.: Книга, 1983. — С. 239—253.

## Награды и звания
- 1970 — медаль «За доблестный труд. В ознаменование 100-летия со дня рождения В. И. Ленина»
- 1975 — бронзовая медаль ВДНХ «За достигнутые успехи в развитии народного хозяйства»
- 1986 — медаль «Ветеран труда»
- 1997 — медаль «В память 850-летия Москвы»
- 2003 — Премия Рязанской области имени академика И. И. Срезневского («за большой личный вклад в дело возрождения и увековечения памяти И. И. Срезневского, разработку и создание книги, посвящённой знаменитому ученому»)
- 2004 — медаль ордена «За заслуги перед Отечеством» II степени
- 2007 — орден Святой равноапостольной княгини Ольги
- 2012 — звание почётного профессора РГУ им. С.Есенина (Рязань)

Являлась действительным членом Международной славянской академии наук, искусств, образования и культуры.